# Albanosmilus
Albanosmilus — вимерлий рід родини Barbourofelidae. Раніше вважалося, що він належить до родини Nimravidae.
Він жив у середньому та верхньому міоцені в Європі, Азії та Північній Америці. У нього були великі шаблеподібні ікла.